# Sabrina Guinness
Sabrina Guinness — Lady Stoppard par son mariage — est une socialite et productrice de télévision irlandaise née le 9 janvier 1955.

## Ascendance
Sabrina Guinness est la fille de James Edward Alexander Rundell Guinness (1924-2006) et de Pauline Vivien (1926-2017). Son père, originaire de Basingstoke dans le Hampshire est un  vétéran de la Seconde Guerre mondiale où il a combattu dans la Royal Navy. Membre de la « lignée bancaire » de la famille Guiness, il descend de Samuel Guinness (1727-1795), frère d' Arthur Guinness : il a dirigé à son tour les banques Guinness Mahon, Guinness Peat Group et Provident Mutual Life Assurance Association (maintenant Aviva), et a été de 1970 à 1990 le président du Public Works Loan Board (en). Sa mère est la fille du lieutenant-colonel Howard Vivien, originaire de Penkridge dans le Staffordshire, ancien directeur de l'entreprise familiale Mander Brothers . 
Sa sœur jumelle la journaliste Miranda et elle sont les aînées de cinq enfants : l'artiste et écrivain Hugo Guinness,  Anita (veuve de Amschel Rothschild) et Julia, psychothérapeute et conseillère pédiatrique,, épouse de Michael Samuel, de la famille bancaire Hill Samuel, fils de Peter Samuel, 4e vicomte Bearsted, vice-président de Shell Transport and Trading,.

## Carrière
Sabrina Guinness fonde en 1995 avec Greg Dyke  l'association caritative londonienne Youth Cable Television (YCTV), qui  forme des jeunes défavorisés à travailler dans la production télévisuelle.

## Vie personnelle
Sabrina Guinness a été surnommée « la It Girl de sa génération » en raison de ses liaisons avec des personnalités célèbres comme Mick Jagger, Jack Nicholson, Rod Stewart, David Bowie, ou en 1979 le prince Charles pendant quelques mois.
En 2014, elle épouse le dramaturge Sir Tom Stoppard, son aîné de 18 ans. Ils vivent à Blandford dans le Dorset, et à Notting Hill à l'ouest de Londres.